# Kecamatan Seulimeum
Kecamatan Seulimeum (indonesiska: Seulimeum) är ett distrikt i Indonesien.   Det ligger i provinsen Aceh, i den västra delen av landet, 1 800 km nordväst om huvudstaden Jakarta.